# مولا ولي (قلعة خواجة)
مولا ولي (بالفارسية: ملاولی) هي منطقة سكنية تقع في إيران في قسم قلعة خواجة الريفي. يقدر عدد سكانها بـ 54 نسمة بحسب إحصاء 2016.